# Eurytoma exempta
Eurytoma exempta är en stekelart som beskrevs av Walker 1871. Eurytoma exempta ingår i släktet Eurytoma och familjen kragglanssteklar. Inga underarter finns listade i Catalogue of Life.